# Хеттофт, Ханс
Ханс Кристиан Хеттофт Хансен (дат. Hans Christian Hedtoft Hansen; 21 апреля 1903 — 30 января 1955, Стокгольм) — датский государственный и политический деятель, премьер-министр Дании в 1947—1950 и 1953—1955 годах.

## Биография
Ханс Хеттофт родился в рабочей семье, в которой был младшим, 11-м, ребёнком. По причине смерти отца вынужден был оставить школу, после чего поступил в ученики литографа.
Рано начал заниматься политической деятельностью, вступив в молодёжную организацию социал-демократической партии Дании; был секретарём молодёжной организации, а в 1928 году стал её председателем. В 1930-е годы возглавлял ряд отделов социал-демократической партии, затем стал секретарём партии. Будучи главой отдела пропаганды социал-демократов, выступал против коммунизма и нацизма. В 1935 году избран в фолькетинг, депутатом которого был вплоть до оккупации Дании. С 1939 года был лидером датских социал-демократов.
После освобождения Дании Ханс Хеттофт вошёл в правительство страны в качестве министра по труда и социальных дел. По итогам парламентских выборов 1947 года Хеттофт сформировал правительство меньшинства. Он был убеждённым сторонником сотрудничества скандинавских стран в области обороны, содействовал проведению переговоров об оборонительном союзе. Эта идея не была реализована, и в 1949 году Дания стала членом НАТО.
В 1950 году социал-демократы проиграли выборы, и правительство сформировали Венстре и консерваторы. Впрочем, следующие выборы позволили Хансу Хеттофту вновь сформировать правительство.
Ханс Хеттофт умер 29 января 1955 года в Стокгольме. В столицу Швеции государственный министр прибыл для участия в заседании Северного совета, одним из инициаторов создания которого в 1952 году выступил он сам.
В честь Ханса Хеттофта был назван лайнер «Ханс Хеттофт», построенный 17 декабря 1958 года и затонувший 30 января 1959 года у берегов Гренландии.
Похоронен на Западном кладбище Копенгагена.